# Meuselwitz
Meuselwitz é uma cidade da Alemanha localizado no distrito de Altenburger Land, estado da Turíngia.

## Demografia
Evolução da população (até 1960, em 31 de dezembro):
| 1583 até 1831 - 1583 - 440 - 1615 - 650 - 1644 - 340 - 1690 - 712 - 1817 - 1.273 - 1831 - 1.448 | 1842 até 1981 - 1842 - 1.646 - 1880 - 3.402 - 1946 - 10.688 1 - 1950 - 10.529 2 - 1960 - 10.501 - 1981 - 11.997 | 1984 até 1998 - 1984 - 11.545 - 1994 - 10.991 - 1995 - 11.035 - 1996 - 10.911 - 1997 - 10.795 - 1998 - 10.643 | 1999 até 2004 - 1999 - 10.538 - 2000 - 10.365 - 2001 - 10.134 - 2002 - 9.949 - 2003 - 9.787 - 2004 - 9.717 |

Fonte a partir de 1994: Thüringer Landesamt für Statistik
1 em 29 de outubro

2 em 31 de agosto